# Командующие в Гражданской войне в России

## РКП(б)
Л. Б. Каменев

 Я. М. Свердлов †

 М. Ф. Владимирский

 М. И. Калинин

 В. И. Ленин

 Рабоче-крестьянская Красная армия

 Л. Д. Троцкий

 И. И. Вацетис

 С. С. Каменев

 В. М. Альтфатер †

 Н. И. Подвойский

 Ф. Ф. Раскольников

 П. Е. Дыбенко

 С. Н. Булак-Балахович (1917-1918)

1-я Конная армия:

 С. М. Будённый

 А. И. Егоров

 К. Е. Ворошилов

 И. Р. Апанасенко

 Г. И. Кулик

 А. Я. Пархоменко †

 Б. М. Думенко # †

 К. А. Трунов †

 С. К. Тимошенко

 И. В. Тюленев

 Е. А. Щаденко

2-я Конная армия:

 О. И. Городовиков

 Ф. К. Миронов # †

 А. Л. Борчанинов

Латышские стрелки:

 П. И. Стучка

 Ф. К. Калнин (Калниньш)

 Я. Я. Лацис

 А. А. Мартусевич

 К. А. Стуцка

 Г. Г. Мангулис

 Восточный фронт:

 М. А. Муравьёв # †

 А. А. Самойло

 В. А. Ольдерогге

 М. Н. Тухачевский

 Р. Ф. Сиверс †

 C. Г. Лазо # †

 П. П. Лебедев

 Г. Д. Гай

 В. И. Чапаев †

 И. С. Кутяков

 С. А. Меженинов

 П. А. Кобозев

 Я. Б. Гамарник

Южный фронт:
 Ф. Э. Дзержинский

 М. К. Левандовский

 И. В. Сталин

 В. М. Азин †

 П. П. Сытин

 П. А. Славен †

 А. Е. Снесарев

 И. Э. Якир

 И. Ф. Федько

 Д. П. Жлоба

Кавказский фронт:

 Г. К. Орджоникидзе

 С. Г. Шаумян # †

 Г. Н. Корганов # †

 И. Л. Сорокин # †

 А. И. Автономов †

 А. И. Геккер

 М. Д. Великанов

 Ф. И. Махарадзе

 Нариман Нариманов

Северный фронт:

 Д. Н. Надёжный

 Д. П. Парский †

Украинский фронт:

 В. А. Антонов-Овсеенко

 Н. А. Щорс †

 И. Н. Дубовой

 С. В. Косиор

 Г. И. Котовский

 Н. Н. Криворучко

 А. И. Слуцкий # †

 Б. М. Шапошников

Среднеазиатский театр:

 М. В. Фрунзе

 В. И. Шорин

 А. Т. Джангильдин

 Амангельды Иманов †

 Ф. И. Колесов

 Ф. Г. Ходжаев

 Мадамин-бек # †

Армия Дальневосточной Республики:

 А. М. Краснощёков

 Н. М. Матвеев

 С. Г. Лазо

 Г. Х. Эйхе

 В. К. Блюхер

 К. А. Авксентьевский

 И. П. Уборевич

 С. С. Вострецов

 Я. З. Покус

### Союзники большевиков
Турецкая Республика:

 Мустафа Кемаль Ататюрк

 Кязым Карабекир

Финляндская Социалистическая Рабочая Республика:

 Аалтонен, Али # †

 Хаапалайнен, Ээро

 Э. А. Рахья

 Элоранта, Эверт

 А. П. Тайми

 Маннер, Куллерво

Тувинская Народная Республика:

 Монгуш Буян-Бадыргы

Монгольская Народная Республика:

 Д. Сухэ-Батор

 Солийн Данзан

 Дамбын Чагдаржав # †

 Догсомын Бодоо # †

 Х. Чойбалсан

## Белое движение

### Ноябрь 1917 — сентябрь 1918

#### Область Войска Донского
А. М. Каледин †

 А. М. Назаров # †

#### Добровольческая армия
Л. Г. Корнилов †

 А. И. Деникин

 М. В. Алексеев †

 С. Л. Марков †

 Д. Т. Миончинский †

 М. О. Неженцев †

 В. Л. Симановский †

#### Восточный фронт Русской армии
В. Г. Болдырев #

### Ноябрь 1918 — март 1920

#### Восточный фронт Русской армии
А. В. Колчак
(Верховный правитель России) # †

 П. В. Вологодский

 М. И. Смирнов

 В. О. Каппель †

 А. С. Бакич # †

 С. Н. Люпов

Сибирская армия:

 А. Н. Гришин-Алмазов †

 П. П. Иванов-Ринов

 А. Ф. Матковский †

 М. К. Дитерихс

 В. П. Гулидов # †

 Б. В. Анненков

 К. В. Сахаров

Западная добровольческая армия

 П. Р. Бермондт-Авалов

Уральская армия:

  В. С. Толстов

Оренбургская отдельная армия:

 А. И. Дутов †

 И. Г. Акулинин

Сибирская военная флотилия:

 С. Н. Тимирёв

 М. А. Беренс

 Г. К. Старк

#### Вооружённые Силы Юга России
А. И. Деникин

Добровольческая армия:

 В. З. Май-Маевский †

 Н. С. Тимановский †

 И. П. Романовский †

 А. С. Лукомский

 М. Г. Дроздовский †

 Н. А. Третьяков †

 И. М. Васи́льченко
(с ноября 1918 г.) †

 В. Э. Бетлинг †

 М. В. Родзянко

Всевеликое Войско Донское:

 А. П. Богаевский

 П. Х. Попов

 И. Д. Попов †

 К. К. Мамонтов †

 А. П. Фицхелауров

 Ф. Д. Крюков †

 Э. Ф. Семилетов †

 Г. Д. Каргальсков

 А. Н. Моллер

 М. В. Базавов

 М. Г. Хрипунов

 И. Ф. Быкадоров

 В. И. Сидорин

 К. И. Сычёв

Кубанская армия:

 Я. А. Слащёв-Крымский

 А. Г. Шкуро

 С. Г. Улагай

Кавказская армия:

 В. Л. Покровский

 Я. Д. Юзефович

 П. Н. Шатилов

Войска Киевской области:

 Н. Э. Бредов

 А. М. Драгомиров

 В. Е. Флуг

 К. А. Присовский

Русская народная добровольческая армия:

 С. Н. Булак-Балахович (1918-1920)

 М. В. Ярославцев

Туркестанская армия:

 И. В. Савицкий

 Б. И. Казанович

Черноморский флот:

 В. А. Канин

 М. П. Саблин †
(С начала 1919 года)

 Д. В. Ненюков

 А. Г. Покровский
(с 1919 года)

 Н. Л. Максимов
(с 1919 года)

УГА:

 М. Е. Тарнавский
(с 6 ноября 1919 г.)

 Осип Микитка
(с 6 ноября 1919 г.) # †

 Северо-Западный фронт

 А. Е. Вандам

 Ф. А. Келлер
(с конца ноября 1918 г.) # †

А. П. Родзянко

 Н. Н. Юденич

 А. П. Ливен

 П. В. Глазенап

 П. Р. Бермондт-Авалов

 Н. А. Долгоруков
(с сентября 1919 г.)

 П. Н. Краснов
(с февраля 1919 г.)

Северная армия

 Е. К. Миллер

 В. В. Марушевский

Флотилия Северного Ледовитого океана:

 Л. Л. Иванов

 Б. А. Вилькицкий

 Забайкальская армия :

 Г. М. Семёнов

 С. А. Таскин

Средняя Азия

 К. П. Осипов †

### Март 1920 — 1 сентября 1924

#### Русская армия Врангеля
П. Н. Врангель

 А. В. Кривошеин

 В. К. Витковский

 А. П. Кутепов

 П. С. Махров

 И. Г. Барбович

 Боровский А. А.

 М. А. Фостиков

 К. А. Присовский
(с января 1919 года)

Черноморский флот:

 М. А. Кедров

Восточный фронт Русской армии

 Г. М. Семёнов

 Н. Д. Меркулов
(Премьер-министр Временного Приамурского правительства)

 С. Д. Меркулов
(Председатель Временного Приамурского правительства)

 М. К. Дитерихс
(Земский воевода Приамурского земского края)

Дальневосточная армия:

 Лохвицкий Н. А.

 Вержбицкий Г. А.

 Акинтиевский К. К.

 Д. Ф. Семенов

 Молчанов В. К.

 А. Н. Пепеляев #

 Л. Ф. Власьевский

Азиатская дивизия

 Р. Ф. Унгерн фон Штернберг # †

 Б. П. Резухин †

### Союзники белого движения
Чехословацкий корпус:

 С. Н. Войцеховский

 Р. Гайда

 Я. Сыровый

 С. Чечек

 В. Н. Шокоров

Бухарский эмират:

 Сейид Алим-хан #

Хивинское ханство:

 Асфандияр-хан # † 
 (до 1918)

 Джунаид-хан #
 (с 1918)

Алашская автономия:

 А. Н. Букейханов

 Х. Д. Досмухамедов

Ж. Досмухамедов
 Х. Н. Тохтамышев

Белофинны:

 К. Г. Э. Маннергейм

  Э. Линдер

 Э.Л. Левстрем

 К. К. Вилькман
Башкурдистан (до марта 1919):
 Ахмет Заки Валиди
 Шариф Манатов
 Амир Карамышев
 Габдулла Идельбаев
 Гимран Магазов

## «Третья сила»

### Партия социалистов-революционеров
А. Ф. Керенский
(Министр-председатель Временного правительства)

 В. К. Вольский
(Председатель КОМУЧа)

 Н. Д. Авксентьев
(Председатель Уфимской директории)

 В. М. Чернов
(Председатель Всероссийского учредительного собрания)

 Ф. А. Фунтиков
(Председатель Закаспийского временного правительства)

 В. М. Зензинов

 А. А. Аргунов

 П. Я. Дербер

 Е. Ф. Роговский

 Б. В. Савинков

 Б. М. Донской # †
 С. М. Петриченко

 Н. И. Махно

 Ф. Ю. Щусь †

 С. Н. Каретников # †

 Д. И. Попов # †

 М. Г. Никифорова # †

 Л. Н. Задов

 И. С. Гроссман

 Иван Марков

 атаман Н. А. Григорьев †

 атаман Зелёный †

 П. М. Токмаков †

 А. С. Антонов †

 Д. С. Антонов †

 И. П. Колесов †

 Е. М. Мамонтов †

 М. В. Козырь

 К. П. Воскобойник
 Энвер-паша †

 Ибрагим-бек

 Муэтдин-бек †

## Государства, провозгласившие независимость
Ю. Пилсудский

Войско Польское:

 И. Я. Падере́вский

 Э. Рыдз-Смиглы

 Л. Желиговский

 Леонард Скерский

 Владислав Сикорский

Голубая армия:

 Ю. Халлер

 Оскар Калпакс

 Янис Балодис

 Сильвестр Жуковский

 Юрьё Эльфенгрен

 Василий Левонен

 Йохан Лайдонер

 Ион Инкулец

 Иван Середа

 Язеп Лёсик

 Пётр Кречевский

 И. Радкевич

 Вацлав Ластовский

 Киприан Кондратович

 Константин Езовитов

 Антон Луцкевич

 Алесь Гарун †

 Франц Кушель

 Павел Жаврид

 С. Н. Булак-Балахович

 Нома́н Челебиджиха́н # †

 Н. В. Рамишвили

 Н. Н. Жордания

 Г. И. Квинитадзе

 Н. С. Чхеидзе

 Г. И. Мазниашвили

 Арам Манукян †

 Ованес Качазнуни

 Андраник Озанян

 Драстамат Канаян

 Мовсес Силиков

 Мамед Расулзаде

 Фатали-хан Хойский †

 Насиб-бек Усуббеков †

 Маммед Гаджинский

 Хосров-бек Султанов

 Самедбек Мехмандаров

 Мухамеджан Тынышпаев

 Мустафа Шокай

 Тапа Чермоев

### Первая война УНР и РСФСР (декабрь 1917 — апрель 1918)
/ Н. В. Порш 
(министр войска и труда ноябрь 1917- январь 1918)

/ А. Немоловський 
(министр военных дел январь 1918 -февраль 1918)

/ О. Т. Жуковский 
(министр военных дел февраль 1918-Апрель 1918)

Армия:

/ П. П. Скоропадский

/ П. Ф. Болбочан

/ И. И. Натиев

/ С. В. Петлюра
(как атаман отдельного партизанского отряда)

Флот:

 М. П. Саблин

 В. А. Савченко-Бельский

Дальневосточное Украинское Войско:

 Ю. К. Глушко-Мова

 Б. Р. Хрещатицкий

### Вторая война УНР и РСФСР (декабрь 1918 — декабрь 1919)
/ С. В. Петлюра
(Головний Отаман Війська і Фльоти У. Н. Р. 14 ноября 1918 — 25 мая 1926)

Армия:

/ А. П. Греков

/ В. Н. Петров

/ Е А. Коновалец

/ Н. Л. Юнаков

/ В. П. Сальский

/ А. И. Удовиченко

/ Н. А. Капустянский

/ С. Н. Дельвиг

/ П. Ф. Болбочан # †

Флот:

 С. А. Шрамченко

Украинская Галицкая Армия:

 Д. Д. Витовский †

 Мирон Тарнавский
(до 6 ноября 1919 г.)

 Осип Микитка
(до 6 ноября 1919 г.)

 Антон Кравс

 Вильгельм Франц Габсбург-Лотарингский

«Гуцульские сотни»:

 Степан Клочурак

Дальневосточное Украинское Войско:

 Ю. К. Глушко-Мова

 Б. Р. Хрещатицкий

### Попытки возобновить борьбу (декабрь 1919—1920-е)
/ М. В. Омельянович-Павленко

/ И. В. Омельянович-Павленко

/ Ю. О. Тютюнник

/ В. И. Тютюнник †

 М. И. Билинский †

### Интервенция Антанты
Морис Жанен

 Луи Франше д´Эспере

 Эдмунд Айронсайд

 Уилфред Маллесон

 Фредерик Маршман Бейли

 Лионель Денстервиль

 Альфред Нокс

 Уильям Сидней Грейвс

 Джеймс Элмсли

 Константинос Нидер

 Отани Кикудзо

### Интервенция Центральных держав
Герман фон Айхгорн †

 Роберт фон Кош

 Рюдигер фон дер Гольц

 Фридрих Кресс фон Крессенштейн

 Нури Киллигиль

 Франц Конрад фон Хетцендорф

#### Государства под протекторатом Центральных держав
П. П. Скоропадский

 А. Ф. Рагоза # †

 Ф. А. Келлер
(5 ноября — 14 декабря 1918 г.)

 Н. А. Долгоруков

 И. И. Натиев †

 И. М. Васи́льченко
(до ноября 1918 г.)

 К. А. Присовский

 А. Г. Покровский

 Н. Л. Максимов

Всевеликое Войско Донское:

 П. Н. Краснов

 П. Х. Попов

 И. Д. Попов

 К. К. Мамантов

 А. П. Фицхелауров

 С. В. Денисов

 Пер Эвинд Свинхувуд

 Николай Чхеидзе